# 卡斯塔尼奥莱皮埃蒙特
卡斯塔尼奥莱皮埃蒙特（義大利語：Castagnole Piemonte），是意大利北部皮埃蒙特大区都靈廣域市的一个市镇。总面积2.2平方公里，总人口2186，人口密度993.6人/平方公里（2010年12月31日）。